# Карлюкевич Олесь Миколайович
Олесь Миколайович Карлюкевич (біл. Алесь Мікалаевіч Карлюкевіч, 6 січня 1964, село Зацітава Слобода, Пуховицький район, Мінська область) — білоруський краєзнавець, літературознавець, журналіст.

## Біографія
Закінчив факультет журналістики Львівського вищого військово-політичного училища (1985) та Академію управління при Президенті Республіки Білорусь (2002). У 1981–1995 роках служив у Збройних Силах СРСР і Республіки Білорусь. Працював у газетах «Зірка» (1995–1998), «Червона зміна» (1998–2002) — головний редактор, «Радянська Білорусь» (2002–2006). У 2006–2011 роках директор редакційно-видавничої установи «Література і мистецтво». Одночасно у 2009–2011 роках головний редактор газети «Література і мистецтво», що входила в склад РВУ.
8 листопада 2011 року призначений головним редактором газети «Зірка». З листопада 2012 — одночасно виконував обов'язки, із грудня 2012 — директор і головний редактор видавничого дому «Зірка». З жовтня 2011 року одночасно був головою Мінського обласного відділення Союзу письменників Білорусі.
У 2017—2020 роках був заступником міністра та міністром інформації. У березні 2022 року став новим керівником Союзу письменників Білорусі.

## Творчість
Автор ряду краєзнавчих книг, в тому числі:
- «Повернення на… Білорусь» (1994),
- «За Цітавкою — Слобода» (1997),
- «Літературна карта Пуховщини» (1998),
- «Далекі і близькі родичі» (1999),
- «Ігуменський записник» (2000),
- «Ріки і озера в поезії Григорія Бородуліна» (2000),
- «І віковічний лише край» (2000),
- «Від землі, що народила тебе надихає» (2001),
- «Минуле моє ожива» (2002),
- «Стежками Ігуменщини» (2008)

## Членство
- Член Союзу журналістів Білорусі
- Член Союзу письменників Білорусі

## Нагороди
- Лауреат премії Президента Республіки Білорусь «За духовне відродження»
- «Золотий Купідон»